# Аш-Шавван, Азиз
Азиз аш-Шавван (также аль-Шавван, эль-Шавван, араб. عزيز الشوان‎, ‘Azīz Al-Shawān; 6 мая 1916, Каир — 14 мая 1993, Каир) — египетский композитор коптского происхождения. Отец Сальвы эль-Шавван Каштелу-Бранку.
Учился во французской гимназии, получил основы музыкального образования у работавшего в Египте скрипача, ученика Яна Кубелика. В 1933 г. наставник выхлопотал юноше стипендию для поездки в Берлинскую высшую школу музыки, но отец аш-Шаввана запретил ему обращение к музыкальной карьере, и будущий композитор поступил в коммерческое училище, в свободное время играя на скрипке, кларнете и валторне в местных музыкальных коллективах. Затем травма руки заставила его отказаться от исполнительства, и аш-Шавван решил заняться композицией и дирижированием. С конца 1940-х гг. он сочинял преимущественно патриотические песни для популярных певцов, однако к этому же времени относится и его первая, не поставленная опера. В 1952 г. аш-Шавван стал руководителем открывшегося в Каире культурного центра СССР. В 1954 г. он организовал собственный камерный оркестр, во главе которого исполнял в том числе и свои сочинения, и в 1956 г. был удостоен государственной премии. В том же году он направился в Москву для получения профессионального композиторского образования; среди советских композиторов, под руководством которых работал аш-Шавван, были Кара Караев и Фикрет Амиров, однако особенно сильное влияние на него оказал Арам Хачатурян; в организации египетских гастролей Хачатуряна в 1961 году аш-Шавван принял активное участие. В 1967 г. аш-Шавван вновь посетил СССР для углублённых занятий под руководством Хачатуряна. Вернувшись в Египет, он преподавал, а с 1973 г. занимал должность музыкального консультанта Каирского симфонического оркестра.
Центральное место в творческом наследии аш-Шаввана занимает опера «Анас аль-Вугуд» (араб. اوبرا انس الوجود‎), над которой композитор работал в 1960—1965 гг. В основу либретто положен сюжет из «Тысячи и одной ночи» — история любви принцессы Вард аль-Акмам и простого воина Анаса аль-Вуджуда. В полном виде опера была поставлена только после смерти композитора, в 1995 г., на сцене нового Каирского оперного театра. Кроме того, аш-Шаванну принадлежит фортепианный концерт (1956), заставивший говорить о нём как о «восточном Рахманинове» (записан Бенгтом-Оке Лундином), балет «Изида и Озирис» (1969), четыре симфонии, в том числе № 4 «Оманская» (у аш-Шаввана были и оманские корни), ряд вокально-симфонических произведений, квинтет для арфы и струнных, квартет для гобоя и струнных, фортепианные пьесы, музыка к трём кинофильмам.